# Pentacora signoreti
Pentacora signoreti är en insektsart som först beskrevs av Guérin-Méneville 1857.  Pentacora signoreti ingår i släktet Pentacora och familjen strandskinnbaggar. Utöver nominatformen finns också underarten P. s. signoreti.